# 皮索斯
皮索斯（法語：Pissos，法語發音：[pisɔs]）是法国朗德省的一个市镇，属于蒙德马桑区。

## 地名
该地名“Pissos”发音为[pisɔs]，末尾字母“s”发音，《世界地名翻译大辞典》与《世界地名译名词典》将其误译作“皮索”。

## 地理
皮索斯（44°18'32"N, 0°46'42"W）面积140.75 平方千米，位于法国新阿基坦大区朗德省，该省份为法国西南部沿海省份，是法國本土面积第二大的省，北起吉倫特省，西临大西洋，南至大西洋比利牛斯省，东临热尔省，东北与洛特-加龍省接壤。
与皮索斯接壤的市镇（或旧市镇、城区）包括：贝拉德、科芒萨克、拉布埃尔、利波斯泰、穆斯泰、索尼亚克和米雷、索尔、特朗萨克。
皮索斯的时区为UTC+01:00、UTC+02:00（夏令时）。

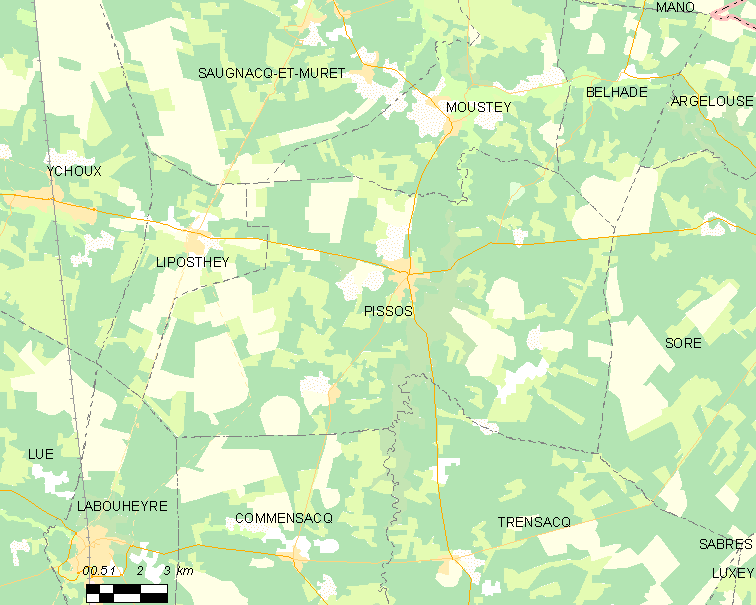
皮索斯的OSM定位图

## 行政
皮索斯的邮政编码为40410，INSEE市镇编码为40227。

## 政治
皮索斯所属的省级选区为大湖县。

## 人口

1962-2008年间皮索斯人口变化图示

皮索斯于2022年1月1日时的人口数量为1483人。